# Memorial la mormântul comun al ostașilor căzuți în 1944 (Săiți)
Memorialul la mormântul comun al ostașilor căzuți în 1944 este un monument amplasat în Săiți, raionul Căușeni, Republica Moldova. Este un monument istoric de importanță națională inclus în Registrul monumentelor Republicii Moldova ocrotite de stat cu nr. 153 (raionul Căușeni).